# Longevilles-Mont-d’Or
Longevilles-Mont-d’Or – miejscowość i gmina we Francji, w regionie Burgundia-Franche-Comté, w departamencie Doubs.
Według danych na rok 1990 gminę zamieszkiwały 323 osoby, a gęstość zaludnienia wynosiła 24 osoby/km² (wśród 1786 gmin Franche-Comté Longevilles-Mont-d’Or plasuje się na 435. miejscu pod względem liczby ludności, natomiast pod względem powierzchni na miejscu 269.).